# Воспоминания о Байройте
«Воспоминания о Байройте» (фр. Souvenirs de Bayreuth) — сочинение Габриэля Форе и Андре Мессаже для фортепиано в четыре руки, первоначально представлявшее собой их совместную импровизацию и затем записанное Мессаже. В недатированной рукописи носит подзаголовок «Кадриль на излюбленные мотивы из „Кольца нибелунга“ Р. Вагнера» (фр. Quadrille sur les motifs favoris de l'Anneau de Niebelung, R. Wagner). Примерная продолжительность звучания 5 минут.
Кадриль, французский народный танец, состоит из пяти фигур, в соответствии с этим пьеса Форе и Мессаже состоит из пяти частей. Каждая из них основана на фрагментах музыки оперной тетралогии Рихарда Вагнера «Кольцо нибелунга». Первая фигура построена на боевом кличе Брунгильды Hojotoho и полёте валькирий из оперы «Валькирия», вторая — на лейтмотиве волшебного шлема из оперы «Золото Рейна», третья — на любовной песни Зигмунда из «Валькирии», четвёртая — на лейтмотиве волшебного огня и финальной арии Вотана из «Валькирии», пятая — на арии Зигфрида из третьего действия оперы «Сумерки богов» и песне дочерей Рейна, которой начинается и заканчивается тетралогия.
«Воспоминания о Байройте», как считается, написаны вслед за аналогичной пьесой Эмманюэля Шабрие «Воспоминания о Мюнхене» (также кадрили, но по мотивам оперы Вагнера «Тристан и Изольда») и датируются 1888 годом, после того, как в этом году Форе и Мессаже вместе побывали на вагнеровском Байройтском фестивале. Средства для этой совместной поездки музыкантов были собраны благотворительницей и хозяйкой известного парижского салона Маргаритой де Сен-Марсо (Бонье), и написанная по итогам поездки пьеса впервые прозвучала в её салоне. Впервые опубликованы в 1930 году с несколько изменённым подзаголовком «Фантазия в форме кадрили на излюбленные темы тетралогии Р. Вагнера» (фр. Fantaisie en forme de quadrille sur les thèmes favoris de la Tétralogie de R. Wagner). Жерар Женетт видел в «Воспоминаниях о Байройте» характерный пример иронического и пародийного начала, заложенного в самом жанре музыкальной фантазии на заданные темы.
Форе восхищался музыкой Вагнера, но это восхищение не мешало ему относиться к тому, что было связано с немецким композитором, критически. Отмечается, что такой критический взгляд на вершины немецкой культуры был важен для французской культуры, оправлявшейся от потрясения после поражения страны во Франко-прусской войне. Заложенная Шабрие, Форе и Мессаже традиция салонных музыкальных пародий имела продолжение у Эрика Сати с его «Тощим танцем» (фр. Danse maigre; 1913); позднее, в 1924 году, Сати должен был по заказу Сергея Дягилева написать балет «Кадриль» на основе кадрилей Шабрие, Форе и Мессаже (в качестве сценографа планировался Жорж Брак), однако этот замысел не был реализован.
Музыку «Воспоминаний о Байройте» Эмили Килпатрик расценивает как «залихватски прямолинейную в одних частях и язвительно изощрённую в других» (англ. gleefully unsubtle in some parts, bitingly sophisticated in others).
Гюстав Самазёй, высоко оценивавший внесение юмористической ноты в вагнерианский культ, переложил «Воспоминания о Байройте» для фортепиано соло.